# Stanislav Svoboda

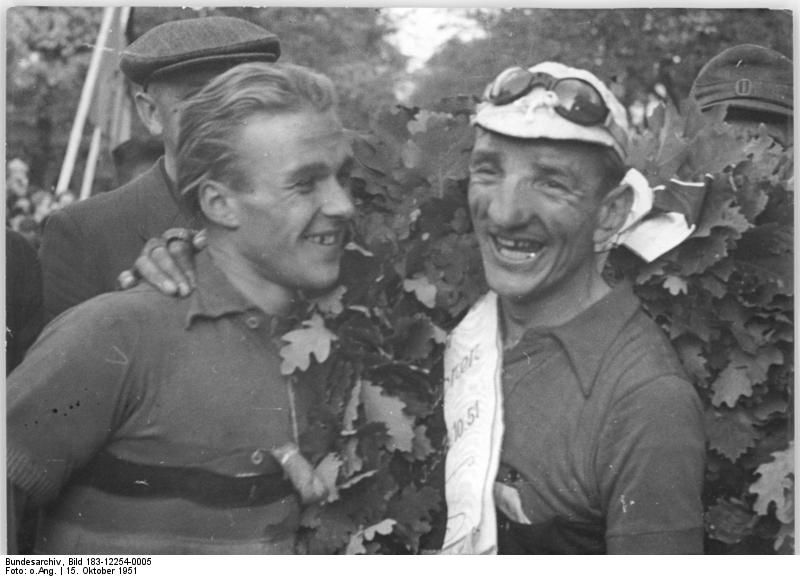
Rechts: Stanislav Svoboda 1951

Stanislav Svoboda (* 9. Oktober 1930 in Prag; † 4. Mai 1967 ebenda) war ein tschechoslowakischer Radrennfahrer und nationaler Meister im Radsport.

## Sportliche Laufbahn
Svoboda war Teilnehmer der Olympischen Sommerspiele 1952 in Helsinki. Im olympischen Straßenrennen schied er beim Sieg von André Noyelle aus. Die tschechoslowakische Mannschaft kam nicht in die Mannschaftswertung.
1950 wurde er Zweiter im längsten und ältesten Straßenrennen Europas für Amateure, Prag–Karlovy Vary–Prag hinter dem Rekordsieger Jan Veselý. 1951 gewann er zwei Etappen in der DDR-Rundfahrt, die er auf dem 21. Rang beendete. Bei seinem zweiten Start in der Internationalen Friedensfahrt 1952 gewann er eine Etappe, im Endklassement wurde er 15. der Rundfahrt.
1948 gewann er die nationale Meisterschaft in der Mannschaftsverfolgung auf der Bahn.